# Хамза ібн Ваххас
Хамза ібн Ваххас (д/н — бл. 1077) — 5-й шаріф Мекки в 1061-1063 роках, емір Тігами з 1063 року.

## Життєпис
Походив з династії Сулейманідів, гілки роду Хасанідів (з Алідів). Син Ваххаса ібо Дауда. Відомостей про нього обмаль. 1061 року після смерті мекканського шаріфа Шукр ул-Діна захопив владу, змусивши тікати спадкоємця Абул-Хашим ібн Мухаммеда. Втім не зміг навести лад, оскільки проти нього виступили Хусайніди (інша гілка Алідів) на чолі із шаріфом Аль-Фатіком. В результаті Хіджаз поринув у розгардіяж. Водночас представниці клану Шабі, що споконвічно були ключарями Кааби та її скарбниці, стали розкрадати останню. Поширилося грабування прочан. Все змусила впливових мекканців звернутися до Алі аль-Сулайхі, султана Ємену, щодо наведення ладу. Той швидко повалив Хамзу, поставивши на чолі Абул-Хашим ібн Мухаммеда.
Хамза ібн Ваххас втік на північ у гірський район Ель-Гіджаз, де в місцині Тігама створив власний емірат. Місце було захищено пустелею й горами, водночас мала вихід до моря. В подальшому в союзі з Наджахідами вів війни проти Сулайхідів, розширився владу в регіоні Асір. Остання згадка про нього відноситься до 1069 року, в будь-якому разі у 1077 році еміром був вже його син Ях'я. Його нащадки стали фактичнами емірами регіону Асір.